# Kennedy P. József
Kennedy P. József vagy Joseph Paul Kennedy (Budapest, 1928. május 18. – 2024. július 21.) amerikai magyar vegyészmérnök, kémikus, a Magyar Tudományos Akadémia külső tagja. A makromolekuláris kémia területén végzett munkássága jelentős, számos polimerkémiai szabadalom fűződik a nevéhez.

## Életútja
1945-től a budapesti Pázmány Péter Tudományegyetemen tanult, itt szerezte meg kémikusi oklevelét 1949-ben.
1949-től öt éven át a Bécsi Egyetemen folytatott biokémiai tanulmányokat, doktori értekezését 1954-ben védte meg. 1955-ben a párizsi Sorbonne, egy év elteltével, 1956-ban pedig a montréali McGill Egyetem ösztöndíjas kutatója volt.
1957-ben végleg letelepedett az Amerikai Egyesült Államokban. 1957 és 1959 között a Celanese vegyipari vállalat kutató vegyészmérnökeként dolgozott Summitban, majd 1959-től 1970-ig a Standard Oil Company of New Jersey lindeni kutatólaboratóriumának tudományos főmunkatársa volt. Időközben 1959-ben vendégprofesszorként a Kiotói Egyetemen adott elő, 1958 és 1961 között pedig elvégezte a Rutgers Egyetem általános üzleti szakát is. 1970-ben az ohiói Akroni Egyetem Polimertudományi Intézetébe nevezték ki a polimertudomány egyetemi tanárává, 1980 óta a polimertudomány és -kémia professzoraként oktat az intézményben.

## Munkássága
Fő szakterülete az ionos polimerizáció, különösen azok a folyamatok, amelyekben valamely karbokation indítja el a polimer-makromolekulákat eredményező molekulalánc-növekedési reakciót. Behatóan foglalkozott az olefinek polimerizációjával is. Szabadalmaztatott polimerkémiai találmányainak száma meghaladja a százat, ezek közül több kereskedelmi forgalomba került, illetve széles körben alkalmazzák, így például az implantátumként az érbe ültetett gyógyszeradagoló sztentet (drug-eluting stent, DES).
Könyvei mellett mintegy hétszáz szakcikk szerzője, részt vett több polimertudományi szaklap szerkesztőbizottsági munkájában (Journal of Polymer Science, Polymer Chemistry és Advances in Polymer Science, 1976–1998; Polymer Bulletin, 1978–1998; Journal of Macromolecular Science, 1978–1998; Macromolecules és Properties and Application, 1988–1991).

### Társasági tagságai és elismerései
1993-ban a Magyar Tudományos Akadémia külső tagjává választották.
Tudományos eredményei elismeréseként 1982-ben Morley-díjat, 1985-ben a Jenai Friedrich Schiller Egyetem Döbereiner-emlékérmét, ugyanebben az évben az Amerikai Kémiai Társaság polimerkémiai díját, majd 1995-ben alkalmazott polimertudományi díját, 1996-ban George S. Whitby-díjat, 2000-ben a Japán Polimertudományi Társaság díját, 2008-ban pedig Goodyear-emlékérmet vehetett át. 1989-ben a debreceni Kossuth Lajos Tudományegyetem, 2008-ban az Akroni Egyetem díszdoktorává avatták.

### Főbb művei
- Polymer chemistry of synthetic elastomers I–II. Ed. by Joseph P. Kennedy, Erik G. M. Törnqvist. New York: Interscience Publishers. 1968–1969. (társszerző)
- Cationic polymerization of olefins: A critical inventory. New York: Wiley. 1975
- Carbocationic polymerization. New York: Wiley. 1982 (Ernest Maréchallal)
- Designed polymers by carbocationic macromolecular engineering: Theory and practice. Munich; New York: Oxford University Press. 1992 (Iván Bélával)